# Ciclobutè
El ciclobutè és un cicloalquè amb fórmula química C₄H₆ i Nombre CAS 822-35-5. Es fa servir en la indústria química com un monòmer per a la síntesi d'alguns polímers i per a un gran nombre de síntesis orgàniques.